# 斯米格斯島
斯米格斯島（英語：Smiggers Island）是南極洲的島嶼，處於韋勒島東南面1.9公里，屬於比斯科群島中皮特群島的一部分，在1956年由英國公司拍攝照片，現時由南極條約體系管理。